# Muzeum Historii Medycyny Warszawskiego Uniwersytetu Medycznego
Muzeum Historii Medycyny Warszawskiego Uniwersytetu Medycznego – założone w 2011 r. i znajdujące się w Warszawie muzeum historii medycyny, które należy do Warszawskiego Uniwersytetu Medycznego.

## Zarys muzeum
Muzeum Historii Medycyny jest, podlegającą rektorowi, ogólnouczelnianą jednostką organizacyjną Warszawskiego Uniwersytetu Medycznego.
Jest pierwszą i jedyną ogólnodostępną placówką dla mieszkańców Warszawy.
Muzeum mieści się w gmachu przy ul. Żwirki i Wigury 63. Sąsiaduje z Rektoratem, Biblioteką Główną, aulą, zakładami naukowymi i klinicznymi, licznymi salami seminaryjnymi i wykładowymi.

## Historia Muzeum
Inicjatorem powstania Muzeum Historii Medycyny WUM był rektor tej uczelni – Marek Krawczyk.
Stosowną uchwałę podjął Senat WUM w 2011 roku, w oparciu o Regulamin Muzeum Historii Medycyny zatwierdzony przez Ministra Kultury i Dziedzictwa Narodowego.
Od 1.10.2011 do 30.09.2018 pierwszym dyrektorem muzeum był prof. dr hab. n. med. Edward Towpik, następnie od 1.10.2018 do 30.06.2021 był dr Adam Tyszkiewicz. Aktualnie od 01.07.2021 funkcję pełniącego obowiązki dyrektora przejęła mgr Grażyna Jermakowicz - wieloletni pracownik związany z muzeum od początku działalności.

## Zbiory i ekspozycje
Muzeum gromadzi i opracowuje zbiory pochodzące z darów, zakupów, depozytów oraz przekazów z innych jednostek WUM. Są to m.in.: rękopisy, starodruki, narzędzia medyczne, dokumenty archiwalne, ikonografia, dokumenty życia społecznego.
Na pierwszym piętrze Centrum Biblioteczno-Informacyjnego znajduje się Galeria Wystaw Czasowych, w której organizowane są wystawy dotyczące nie tylko historii medycyny, ale także zagadnień z innych dziedzin nauki, kultury i sztuki.
W pomieszczeniach na parterze trwają obecnie prace nad wystawą stałą. Muzeum przygotowuje także cykliczne wykłady z zakresu różnych dziedzin nauki oraz ekspozycje w ramach „Nocy Muzeów”.